# Valentin de Boulogne

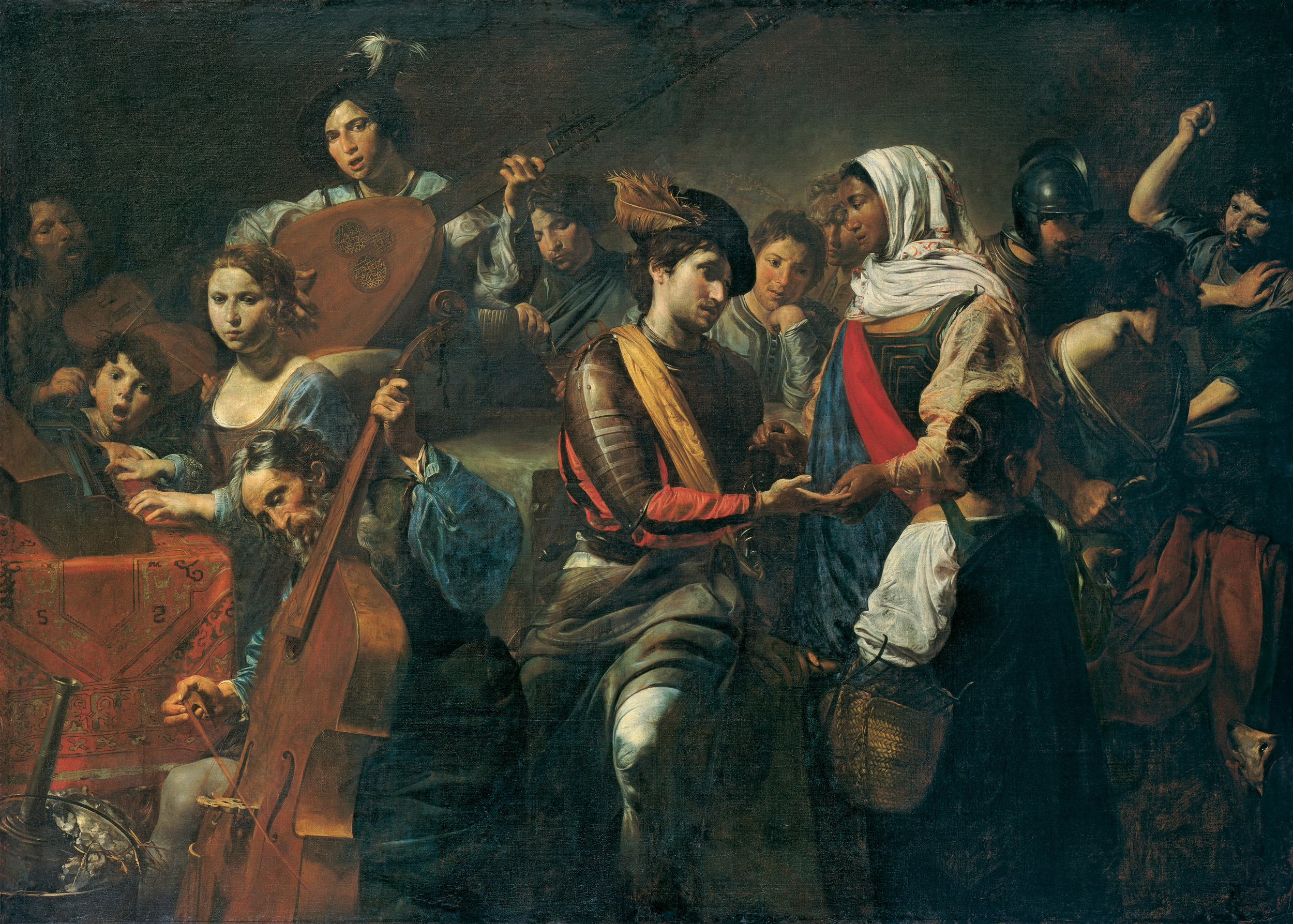
Valentin de Boulogne: Konzert mit Soldaten und Wahrsagerin, 1631, Sammlung Liechtenstein

Valentin de Boulogne (* 3. Januar 1591 in Coulommiers, heute im Département Seine-et-Marne; † 19. August 1632 in Rom; auch Jean de Boullongne oder Moise Valentin) war ein französischer Maler.

## Leben
Boulogne wurde in Coulommiers geboren und kam um 1617 nach Rom, wo er bis zu seinem Tod blieb. Stil und Themenwahl seiner Werke verraten den Einfluss von Michelangelo Merisi da Caravaggio. Er gilt mit Nicolas Régnier als Hauptvertreter des Caravaggio-Stils in der Nachfolge von Bartolomeo Manfredi. Am bekanntesten sind Boulognes Wirtshausszenen, seine Soldaten, Musikanten und Wahrsager. 1629 wurde er damit ausgezeichnet, „Das Martyrium der heiligen Processus und Martinian“ im Petersdom malen zu dürfen. Zu seinen Förderern gehörte der Kardinal Francesco Barberini.

## Bildergalerie

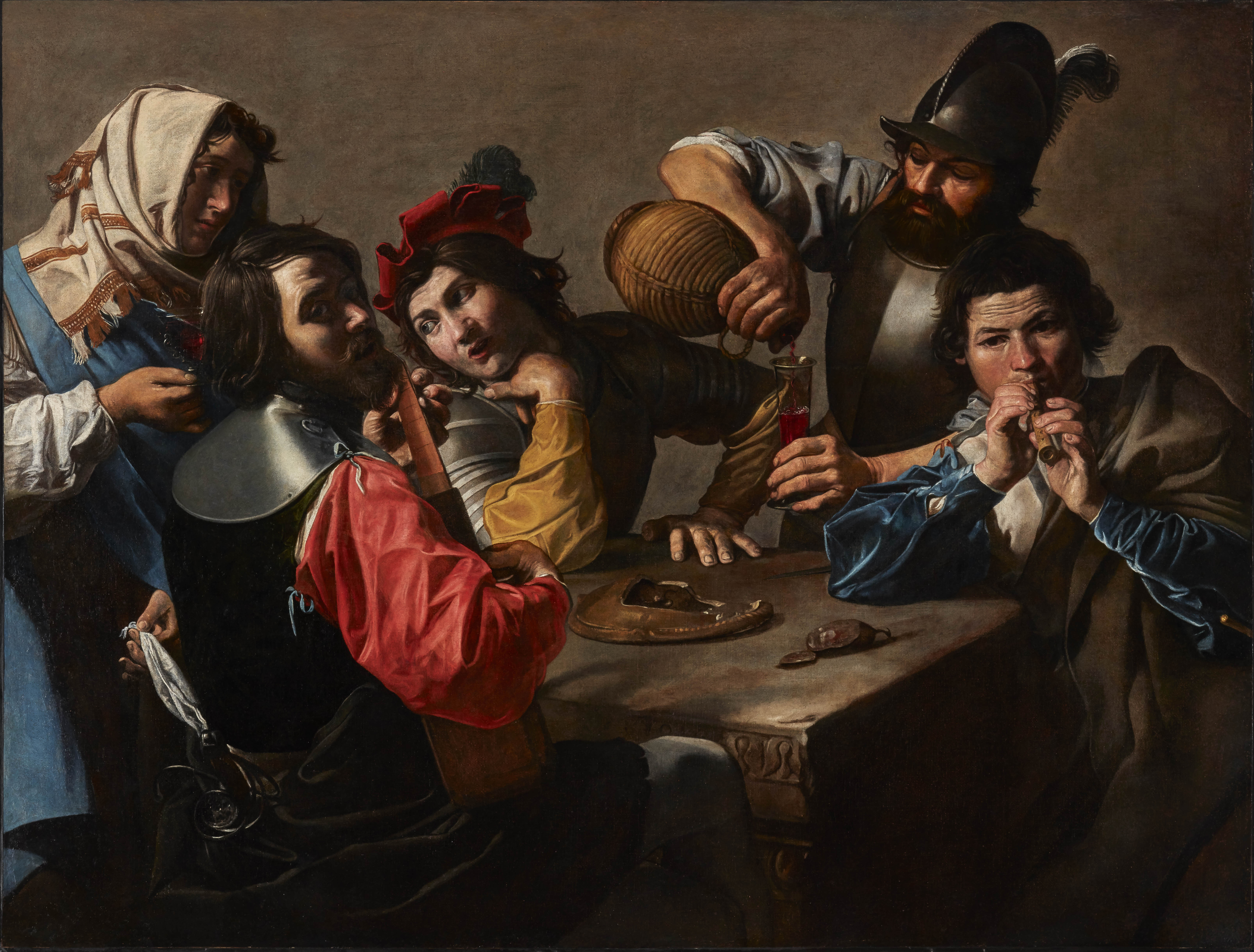
Wirtshausszene (oder Konzert), um 1617, Öl auf Leinwand, 119,4 × 158,7, Museum of Art, Indianapolis
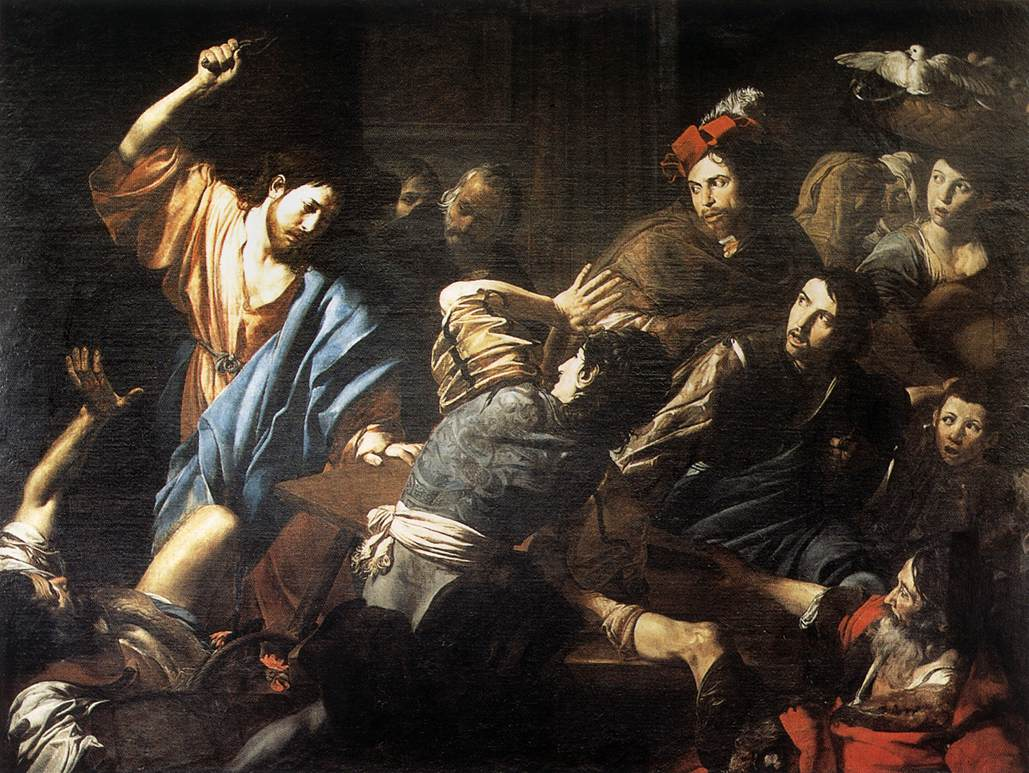
Jesus vertreibt die Geldwechsler aus dem Tempel, um 1618, Öl auf Leinwand, 195 × 260 cm, Galleria Nazionale d’Arte Antica (Palazzo Barberini), Rom
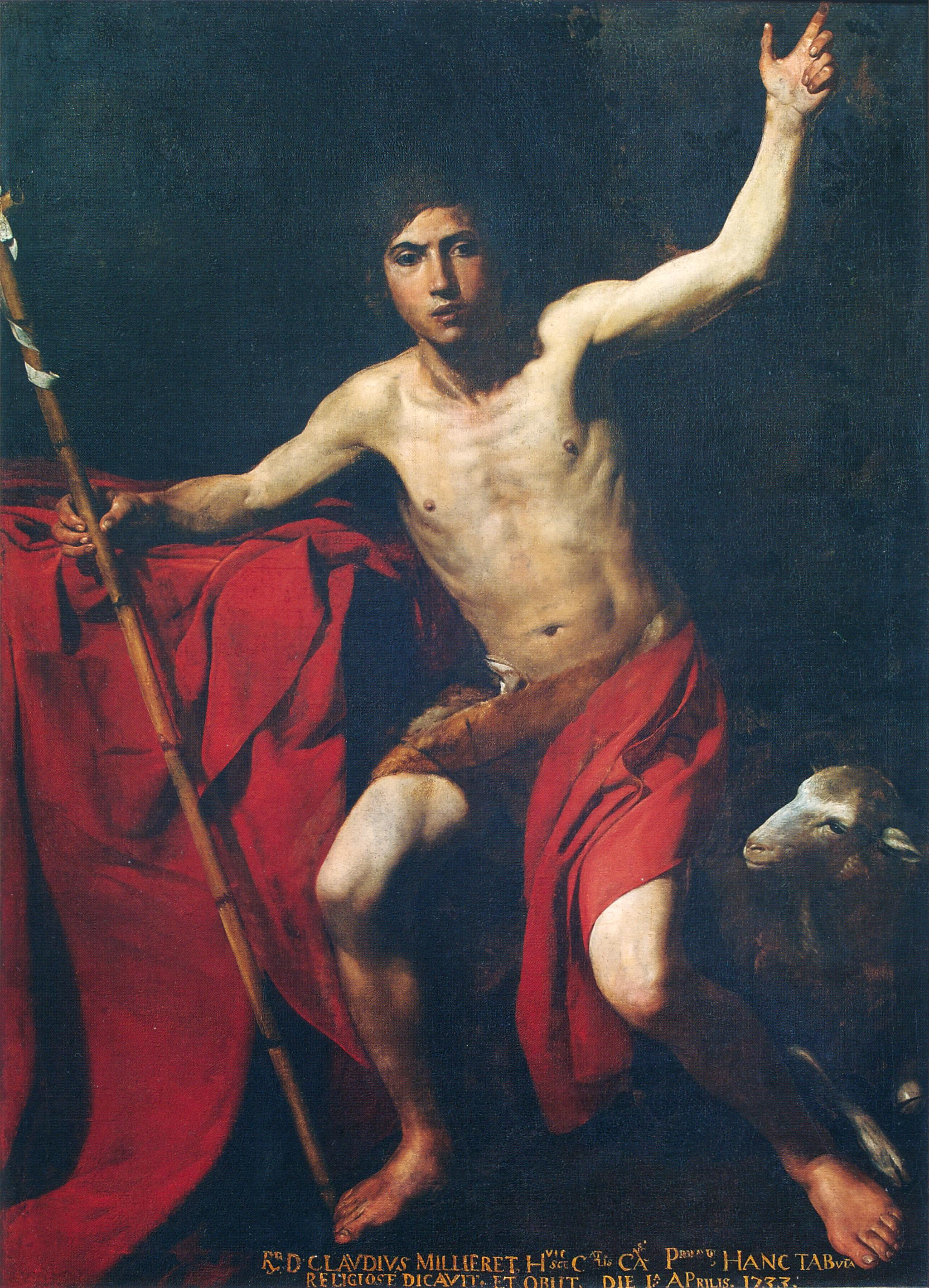
Johannes der Täufer, 1622, Öl auf Leinwand, 178 × 133 cm, Kathedrale von Saint-Jean-de-Maurienne
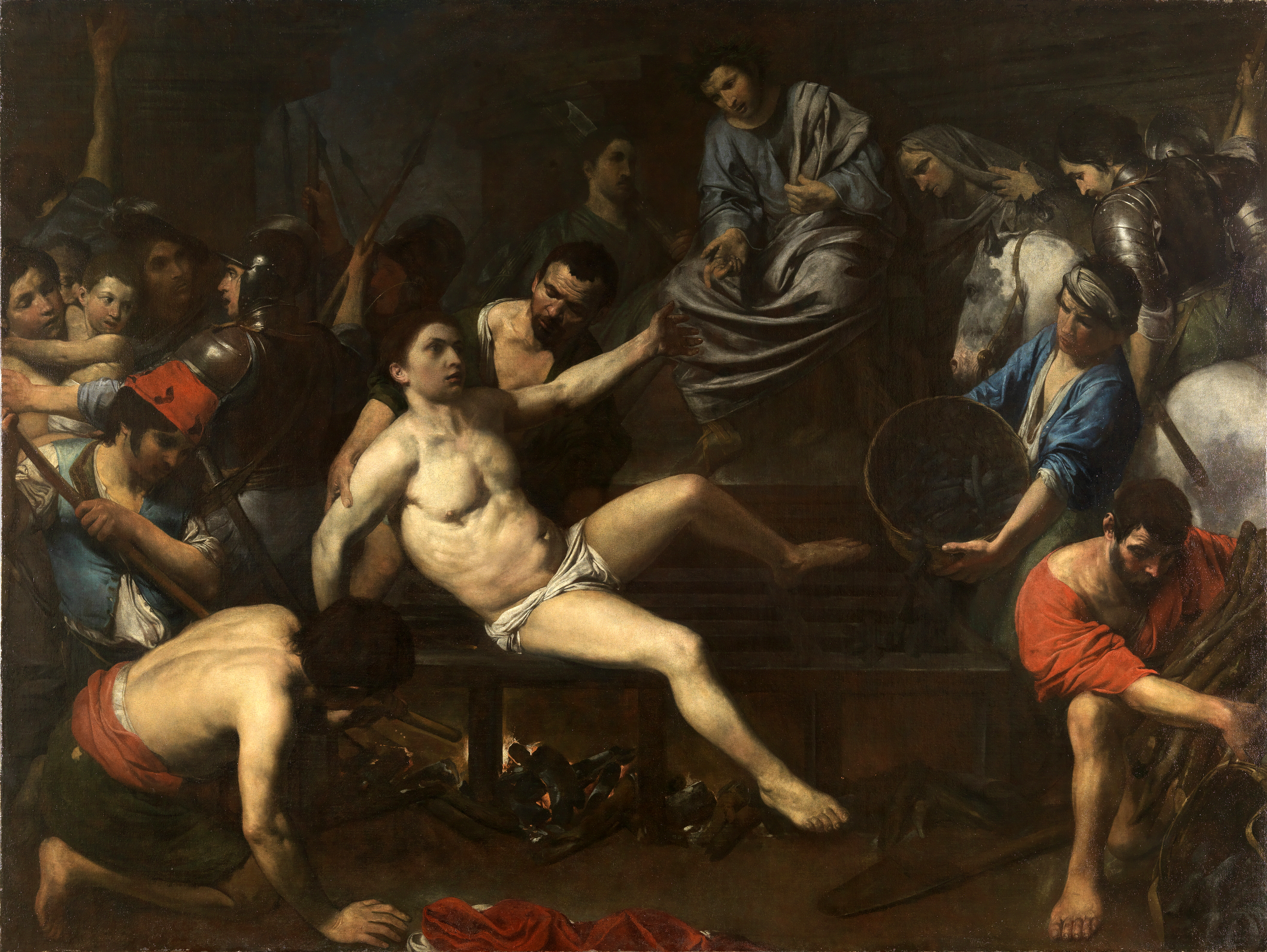
Martyrium des hl. Laurentius, 1622–24, Öl auf Leinwand, 195 × 261 cm, Prado, Madrid
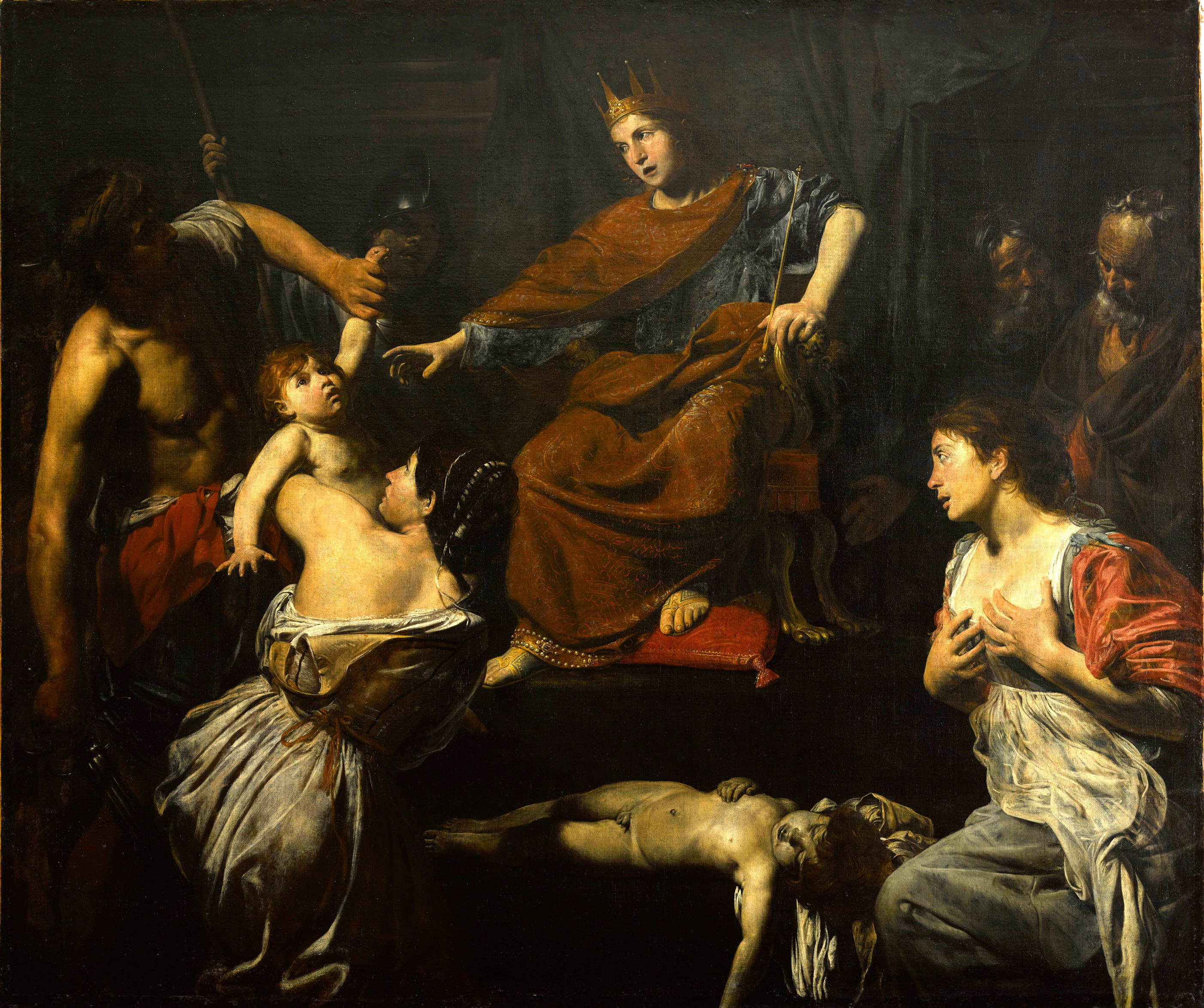
Das Urteil des Salomon, ca. 1625, Öl auf Leinwand, 176 × 210 cm, Louvre, Paris
Moses mit den Gesetzestafeln, 1628, Öl auf Leinwand, 131,0 × 103,5 cm, Kunsthistorisches Museum, Wien
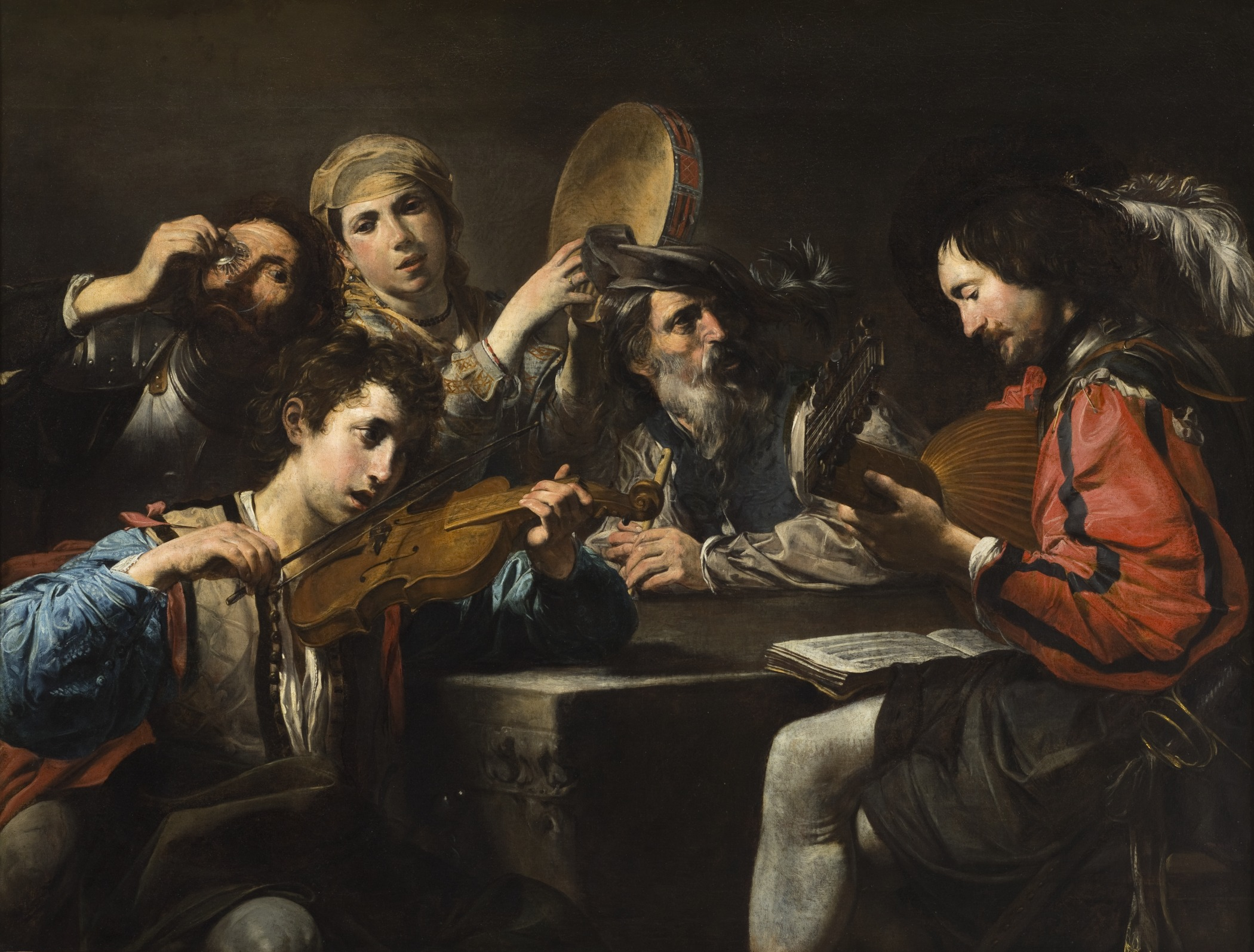
Ein musikalisches Fest, um 1626, Öl auf Leinwand, 111,7 × 146,6 cm, Los Angeles County Museum of Art
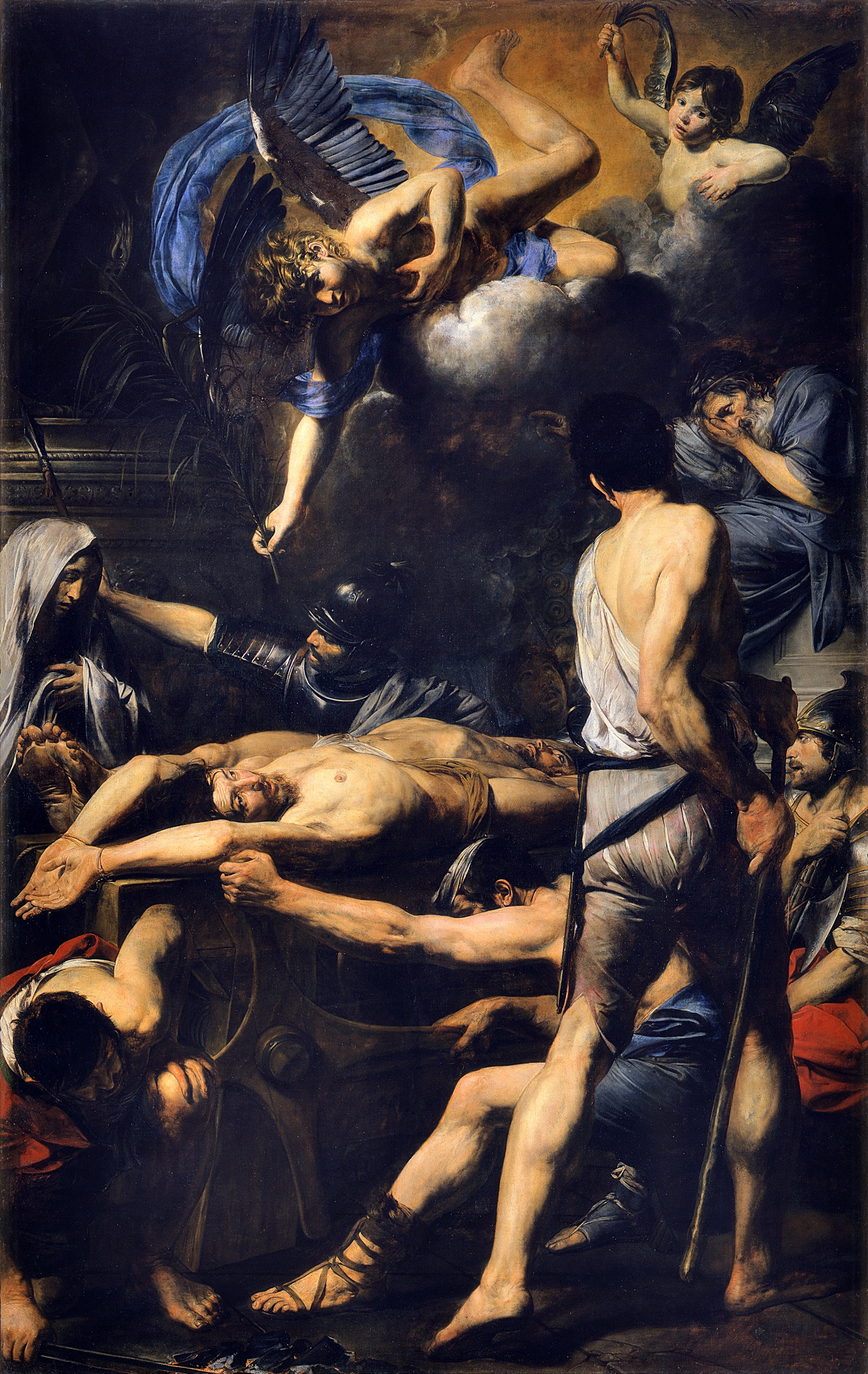
Martyrium der Hl. Processus und Martinianus, 1629, Öl auf Leinwand, 308 × 165 cm, Vatikanische Pinakothek, Rom